# No Ordinary Love
No Ordinary Love är en sång av Sade, utgiven som singel den 28 september 1992. Den återfinns på albumet Love Deluxe, utgivet den 26 oktober 1992. "No Ordinary Love" nådde första plats på Adult Contemporary Europe.